# Opuntia polyacantha
Opuntia polyacantha Haw. es una especie fanerógama perteneciente a la familia Cactaceae. Es nativa de Norteamérica en México, Arizona, Texas, Colorado, Nuevo México y Utah.

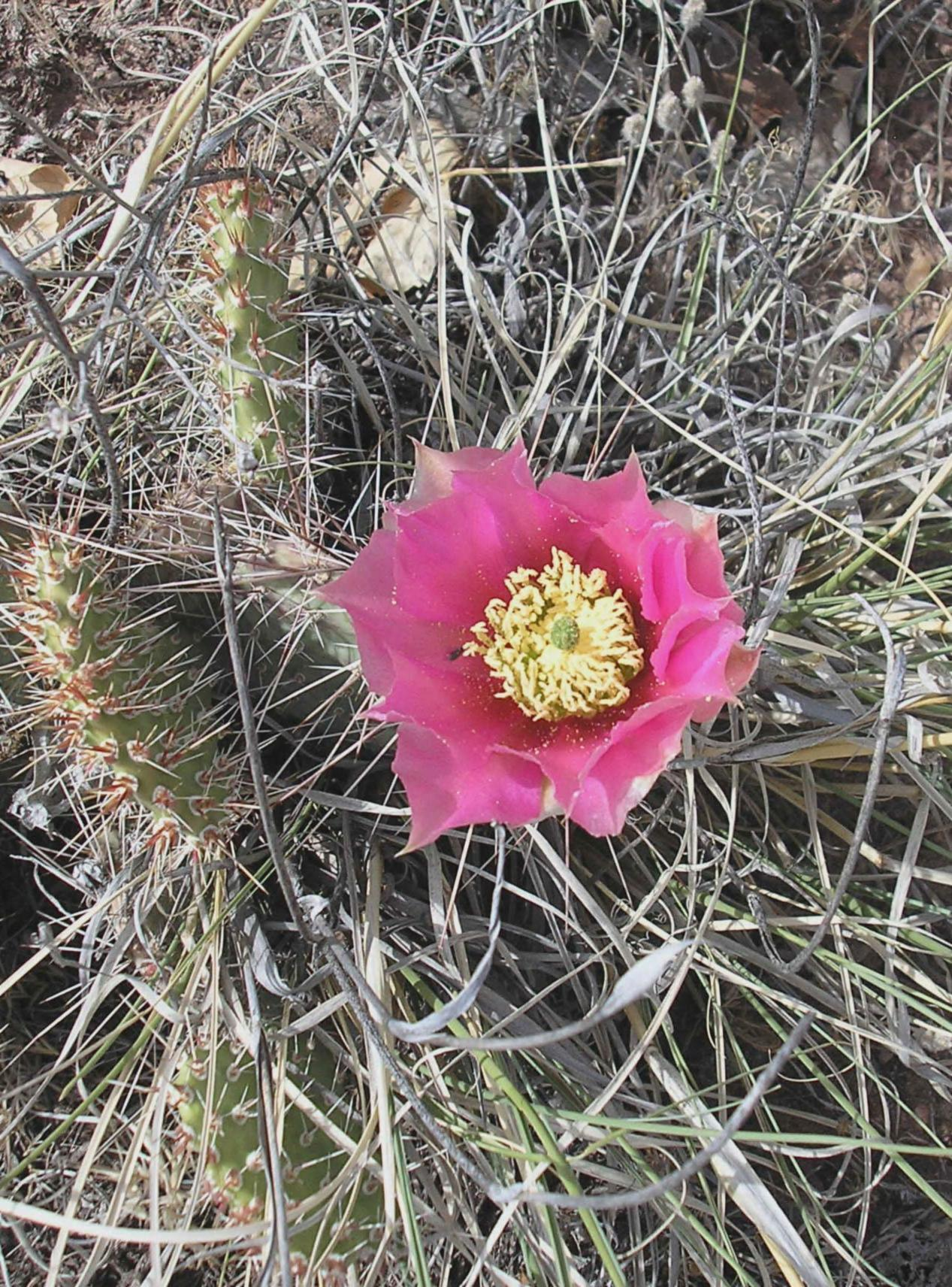
Detalle de la flor

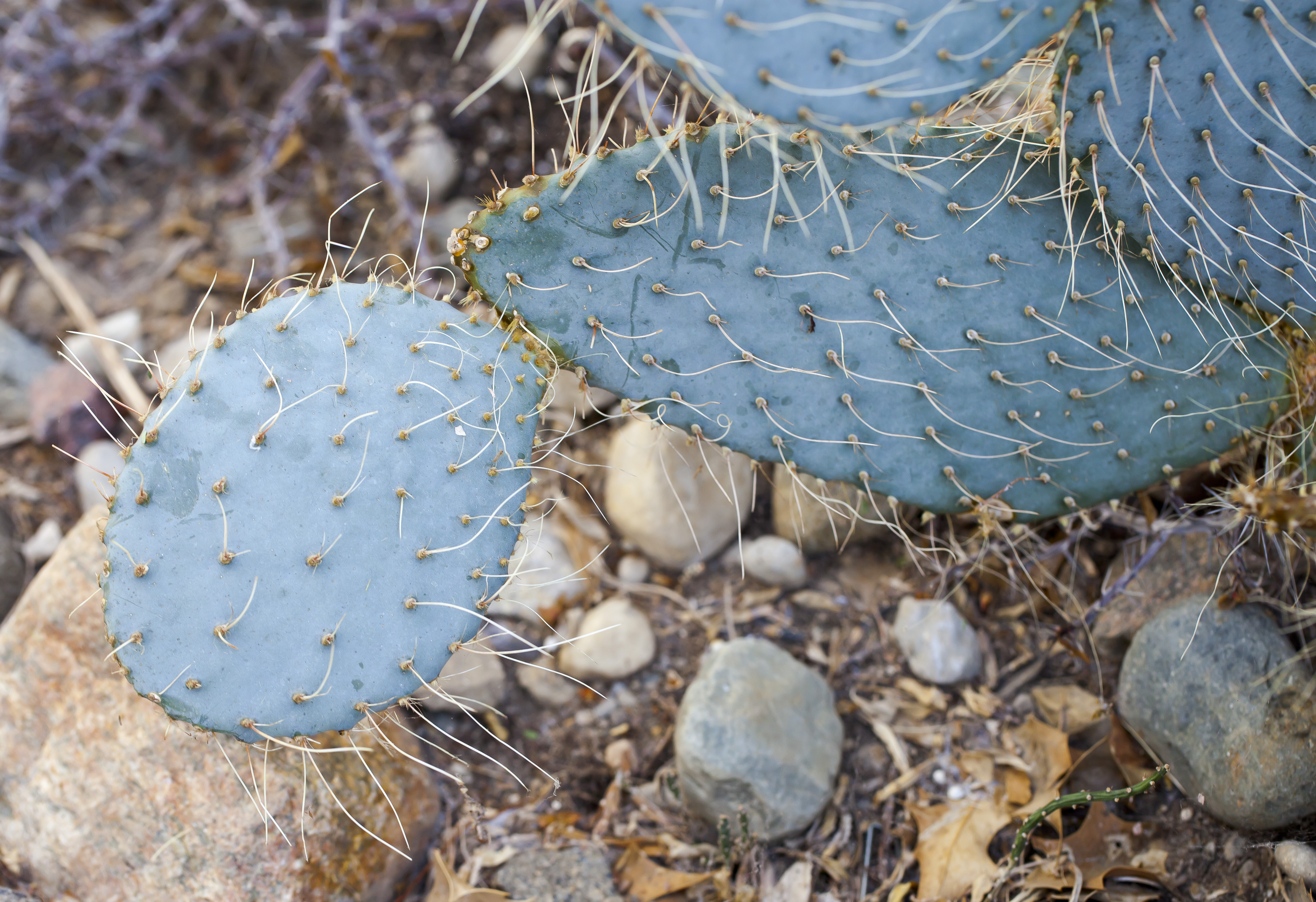
Detalle del cladodio.

## Descripción
Opuntia polyacantha es un arbusto con muchas ramas. Forma cojines o alfombras, que alcanzan una altura de hasta 15 centímetros y una anchura de varios metros. Los cladodios son redondos, ovados de color azul-verde y sin pelos. Miden 5 a 12,5 centímetros de largo,  3,5 a 10 cm de ancho y 1 cm de grosor. Las estrechas y espaciados aréolas llevan discretas gloquidios amarillos, con 6-10 espinas en forma de agujas rectas, curvas o dobladas,  de 1 a 12,5 centímetros de largo. Las flores son amarillas y miden 4,5 a 6 centímetros de longitud y tienen diámetros desde 4,5 a 8 cm. Los frutos son secos y marrones  en forma de huevo. Tienen un diámetro de 1,2 a 2,5 centímetros.

## Taxonomía
Opuntia polyacantha  fue descrita por Adrian Hardy Haworth y publicado en Supplementum Plantarum Succulentarum ... 82. 1819.
Etimología
Opuntia: nombre genérico  que proviene del griego usado por Plinio el Viejo para una planta que creció alrededor de la ciudad de Opus en Grecia.
polyacantha: epíteto latino que significa "con muchas espinas".
Sinonimia
| - Opuntia media - Opuntia missouriensis - Opuntia splendens - Opuntia rutila - Opuntia erinacea - Opuntia hystricina - Opuntia missouriensis - Opuntia arenaria - Opuntia rhodantha | - Opuntia ursina - Opuntia xanthostemma - Opuntia schweriniana - Opuntia ursus-horribilis - Opuntia barbata - Opuntia juniperina - Opuntia nicholii - Opuntia heacockae |

Variedades
- Opuntia polyacantha var. juniperina (Britt. & Rose) L. Benson
- Opuntia polyacantha var. polyacantha Haw.
- Opuntia polyacantha var. rufispina (Engelm. & Bigelow ex Engelm.) L. Benson
- Opuntia polyacantha var. trichophora (Engelm. & Bigelow) Coult.